# لارنس سیگل
لارنس سیگل (انگلیسی: Larry Siegel; ۱ ژانویهٔ ۱۹۲۵ – ۲۰ اوت ۲۰۱۹) نویسنده، بازیگر و فیلم‌نامه‌نویس اهل ایالات متحده آمریکا بود.
وی همچنین برندهٔ جوایزی همچون جوایز امی ساعات پربیننده شده‌است.